# Rigidité diélectrique
La rigidité diélectrique d’un milieu isolant représente la valeur maximum du champ électrique que le milieu peut supporter avant le déclenchement d’un arc électrique (donc d’un court-circuit). On parle alors de claquage de l'isolant. C'est l'une des caractéristiques principales des isolants.
Le module du champ électrique nécessaire pour chaque un diélectrique est appelé rigidité diélectrique. 
On utilise aussi l'expression champ disruptif qui est synonyme mais plus fréquemment utilisée pour qualifier la tenue d'une installation, alors que le terme rigidité diélectrique est plus utilisé pour qualifier un matériau.

## Définition
En pratique, La rigidité diélectrique est définie par le rapport entre la tension maximale sans claquage et la distance qui sépare les électrodes entre lesquelles est appliquée cette tension ,. On peut ainsi écrire : 
Avec :
U : tension de claquage donnée (kV)
d : Distance entre les électrodes (mm)
Ec (V/m) : rigidité diélectrique (elle s’exprime en V/m ou plus couramment en kV/mm ou MV/m).

Si la tension appliquée entre les deux électrodes est supérieure à la rigidité diélectrique, l'isolant ne devient plus isolant et un courant s’établit entre les deux électrodes sous forme d'un arc électrique, on parle alors de claquage. Lorsqu’un claquage se produit dans un matériau ou dans une installation, ses propriétés physiques peuvent être modifiées de façon réversible ou irréversible.
Par exemple, Pour un condensateur quand cette valeur est dépassée, l’élément est détruit. La valeur maximale de la tension électrique appliquée aux bornes, est appelée tension de claquage du condensateur.

## Exemple
Dans le cas d'un disjoncteur à haute tension, c'est la valeur maximum du champ qui peut être supportée après l'extinction de l'arc (l'interruption du courant). Si la rigidité diélectrique est inférieure au champ imposé par le rétablissement de la tension, un réamorçage de l'arc se produit d'où l'échec de la tentative d'interruption du courant.

## Facteurs influençant la valeur de la rigidité diélectrique

Évolution de la rigidité diélectrique (champ électrique disruptif) en fonction de la température pour quelques polymères.

Pour un matériau donné, la rigidité diélectrique dépend de plusieurs facteurs ou paramètres. On peut séparer les facteurs influant sur la rigidité diélectrique en deux groupes : des facteurs liés à la technique ou la méthode de mesure, et des facteurs liés à la fabrication du matériau. 
- Facteurs liés à la méthode de mesure [6]:  
  - Formes de la tension [2],[6],[7] : continue, alternative, ou de choc, etc.
  - Géométrie d’électrodes [2],[6] : la géométrie des électrodes influe sur la distribution de champs électriques dans l'espace (champs non-homogènes) ce qui provoque des décharges locales, là où le champ est le plus intense.
  - Distance inter-électrodes [2],[6],[7] : en général la variation de la rigidité diélectrique n'est pas linéaire en fonction de la distance.
  - Polarité de la tension [2],[7]
  - Conditions atmosphériques de la mesure : Température[8],[2],[7] , Pression[2],[7] et Humidité.
- Facteurs liés à la fabrication du matériau (intrinsèque à l'échantillon mesuré):   
  - La présence de bulles [7] : des bulles d'air ou d'eau peuvent être présentes dans les isolants liquides ou polymères.
  - La présence d'impuretés [2]
  - L’absorption d’eau dans les plastiques fait baisser la valeur de la rigidité diélectrique [9] .
  - Le vieillissement thermique [3] : un isolant est souvent soumis à une variation de température au cours de son fonctionnement, cette variation de température entraine un vieillissement thermique qui fait varier la valeur de la rigidité diélectrique.

## Mesure de la rigidité diélectrique
La rigidité diélectrique des isolants liquides et solides est mesurée par l'application d'une tension croissante sur l'isolant, jusqu'au claquage du matériau. On peut détecter le claquage de manière visuelle, ou alors par une mesure physique : soit par l'observation d'une chute de tension aux bornes du matériau ou par l'observation d'une augmentation du courant qui le traverse . Les essais peuvent être réalisés en tension alternative, en tension continue, ou en tension de choc suivant l'application industrielle à laquelle les isolants sont destinés. 
En matière d'essais on divise les types d'isolation diélectriques en deux catégories : celles autorégénératrices et celles non autorégénératrices. Les premières retrouvent intégralement leurs propriétés isolantes après une décharge disruptive au cours d'un essai, les autres non.
A cause des différents paramètres et facteurs qui influencent la valeur de la rigidité diélectrique, le claquage se produit souvent à des valeurs de champs électriques bien plus faibles que la valeur de rigidité diélectrique prévue par la théorie (On parle de rigidité diélectrique intrinsèque). Donc, pour des applications industrielles, on mesure une rigidité diélectrique (dites pratique), dont la valeur est largement inférieure à la valeur théorique (rigidité intrinsèque). 
Les techniques de mesures pour déterminer cette valeur de rigidité diélectrique sont décrites dans des normes comme la CEI 60243 pour les matériaux solides, et la norme CEI 60156 pour les isolants liquides,,.

### Essais sur les isolants solides
Pour la mesure de la rigidité diélectrique d'un matériau solide, des échantillons de l'isolant sous forme de plaques (de 3mm) sont placés entre deux électrodes. Ensuite, on applique une tension croissante aux bornes des deux électrodes. Une fois la chute de tension (ou l'augmentation du courant) observée qui indique l'apparition du claquage dans l'isolant, on refait un deuxième essai. 
Dans le cas où la deuxième tension de claquage est inférieure significativement à la première, alors l'objet est considéré perforé et la valeur mesurée est représentative de la rigidité diélectrique du matériau. Dans le cas contraire, il y'a eu contournement de l'échantillon et le claquage s'est effectué dans l'air, et cette mesure de claquage ne correspond pas à la rigidité diélectrique du matériau.  Pour corriger cela, deux solutions sont possibles : augmenter le diamètre de l'échantillon, ou faire la mesure dans un milieu plus isolant que l'air (dans un gaz comme le SF6 ou un bain d'huile isolante),. 
Une fois la mesure effectuée correctement, il faut répéter l'opération 5 fois sur des échantillons identiques. La moyenne des 5 valeurs obtenues représente  la rigidité diélectrique du matériau,.

### Essais sur les isolants liquides

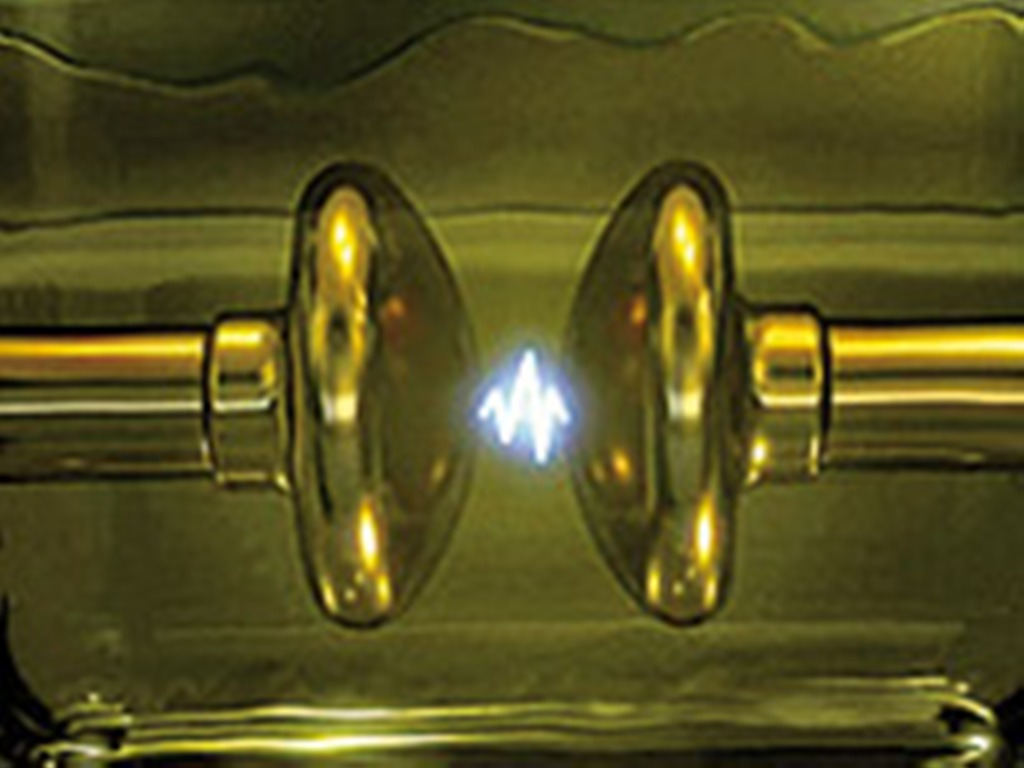
Mesure de la rigidité électrique d'une huile minérale

Contrairement aux isolants solides, les isolants liquides sont des isolations autorégénératrices, c'est-à-dire que le claquage ne détruit pas le matériau complètement, et donc il est possible d'effectuer plusieurs essais sur le même échantillon. Pour la mesure de la rigidité diélectrique, il suffit d'immerger les deux électrodes dans l'isolant liquide. Ensuite de la même manière que pour les isolants solides, on augmente la tension jusqu'à l'apparition du claquage. Il faut cependant prendre des précautions lors de l'essai, comme éviter que l'isolant soit pollué par l'humidité de l'air ou d'autre particules qui peuvent influer sur la mesure. 
Une fois la première mesure effectuée correctement, il faut procéder à d'autres mesures sur le même échantillon. Cependant, il faut faire attention à ce que entre deux mesures, on remue le liquide isolant pour dissiper les résidus du précédent claquage, tout en évitant la formation de bulles à l'intérieur du liquide. Il faut également attendre quelques minutes entre deux essais le temps que le liquide se repose (environ 5 minutes). 
Dans le cas des isolants liquides la rigidité diélectrique est la moyenne de 6 valeurs de tensions de claquage obtenues suivant le protocole décrit ci-dessus.

## Cas particulier d'un isolant gazeux

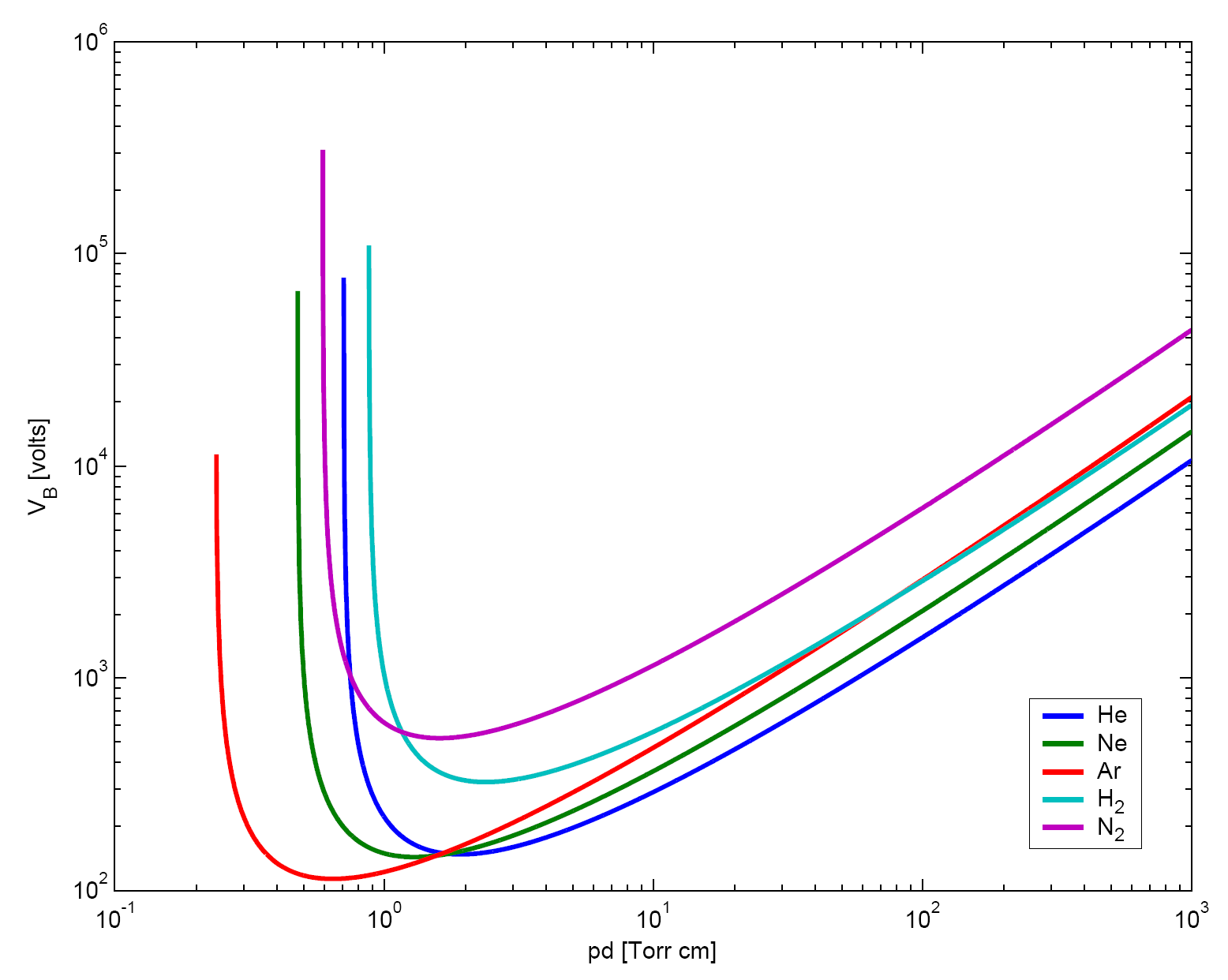
Courbes de Paschen obtenues pour l'hélium, le néon, l'argon, l'hydrogène et le diazote, utilisant l'expression donnant la tension de claquage en fonction du produit pression * distance.

Dans le cas d'un isolant gazeux, la rigidité diélectrique dépend de la pression du gaz, selon une relation non linéaire. La loi de Paschen décrit cette relation. En effet, pour un produit de pression et de distance inter-électrodes constant, la rigidité diélectrique est constante. C'est pour cela que les normes ne préconisent pas d'essais de tension.

### Champ disruptif de l'air
Comparativement, l'air est un isolant fort, mais sous de fortes tensions, les électrons qui composent les atomes des molécules de l'air sont littéralement arrachés à leur orbite de valence pour participer à la conduction électrique : la foudre traverse alors l'atmosphère. La valeur du champ disruptif de l'air la plus communément admise est:
On peut interpréter de manière très simple cette formule en disant que, dans de l'air sec, il faut une différence de potentiel de 36 000 volts pour faire une étincelle entre deux électrodes planes distantes de 1 centimètre, ou 3 600 volts pour faire une étincelle entre deux électrodes distantes de 1 millimètre. Cette interprétation est plus connue sous le nom de « règle des 30 000 V par centimètre ».
L'humidité ambiante est un facteur important, l'eau étant un bien meilleur conducteur que les gaz de l'air. Pour un air saturé en humidité, le champ disruptif peut ainsi tomber à 10 000 V/cm. Ces valeurs permettent d'estimer l'ordre de grandeur des tensions mises en jeu dans le phénomène de la foudre.

### Autres gaz diélectriques
Des gaz autres que l'air sont utilisés dans l'appareillage à haute tension afin de réduire son encombrement. L'hexafluorure de soufre est largement utilisé en haute tension car son champ disruptif est au moins deux fois supérieur à celui de l'air.

## Propriétés particulières
La rigidité diélectrique évoque aussi le diélectrique qui est un isolant ou une substance qui ne conduit pas l'électricité et qui est polarisable par un champ électrique. Dans la plupart des cas, les propriétés du diélectrique sont dues à la polarisation de la substance.
- Lorsqu'un diélectrique, en l'occurrence l'air est placé dans un champ électrique, les électrons et les protons de ses atomes se réorientent et dans certains cas, à l'échelle moléculaire, une polarisation est induite (un phénomène observé dans les dipôles).
- Cette polarisation engendre une différence de potentiel, ou tension, entre les deux bornes du diélectrique ; celui-ci emmagasine alors de l'énergie qui devient disponible lorsque le champ électrique est supprimé.
- L'efficacité d'un diélectrique est sa capacité relative à emmagasiner de l'énergie comparée à celle du vide. Elle s'exprime par la permittivité relative, déterminée par rapport à celle du vide.
- La force diélectrique est la capacité d'un diélectrique à résister aux champs électriques sans perdre ses propriétés isolantes.
- Un diélectrique efficace libère une grande partie de l'énergie qu'il a emmagasinée lorsque le champ électrique est inversé.

## Cas des câbles

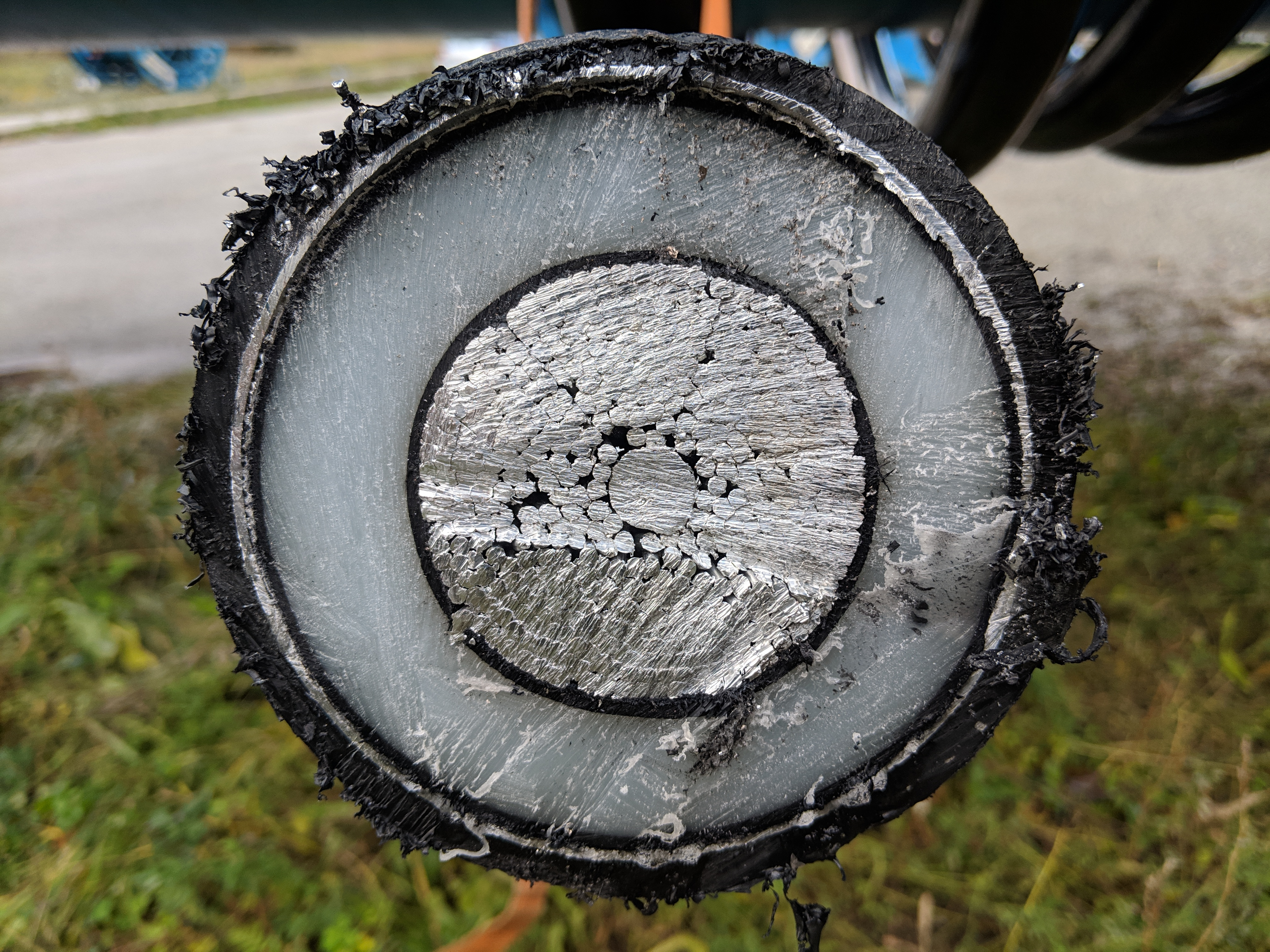
Zoom sur un câble électrique de la ligne RTE Savoie Piémont.

On peut également parler de champ disruptif dans le cas des câbles électriques, où le cœur (appelé également l'âme) est séparé de la gaine de masse par un isolant. Ici encore, un champ électrique radial trop élevé conduit au claquage de cet isolant, endommageant irréversiblement le câble.

## Valeurs numériques
| Matériau              | Rigidité diélectrique (kV/mm) |
| --------------------- | ----------------------------- |
| Air                   | 3                             |
| Quartz                | 8                             |
| Titanate de strontium | 8                             |
| Néoprène              | 12                            |
| Nylon                 | 14                            |
| Pyrex                 | 14                            |
| huile silicone        | 15                            |
| Papier                | 16                            |
| Bakelite              | 24                            |
| Polystyrène           | 24                            |
| Vide élevé            | 20–40 (dépend des électrodes) |
| Teflon                | 60                            |
| Mica                  | 150                           |
| Vide parfait          | 1012                          |